# Heaven (canción de Inna)
«Heaven» es una canción grabada por la cantante rumana Inna. Fue lanzada para su descarga digital el 10 de junio de 2016 a través de Roton. La pista fue escrita por Andreas Schuller, Leroy Clampitt, Sebastian Barac, Marcel Botezan, Laila Samulesen, Trey Campbell y Theea Eliza Miculescu, mientras que la producción fue manejada por Barac y Botezan. Descrita como una canción dance pop y house tropical, el sencillo fue aclamado por los críticos de música, quienes elogiaron sus influencias del Oriente Medio. Mientras que las reseñas notaban letras en inglés, francés y español, la cantante explicó que el refrán estaba escrito en un idioma que inventó con su discográfica. En los RRA Awards del 2017, «Heaven» fue nominado en tres categorías.
Un video musical de acompañamiento para el sencillo fue subido al canal oficial de Inna en YouTube el 7 de junio de 2016 después de que se presentara un teaser el 3 de junio de 2016; fue filmado por John Pérez en Shangri-La, Mauricio, en abril de 2016. El videoclip muestra a Inna en una comunidad costera con un interés amoroso, interpretado por el actor mauriciano Olivier Phineas Boissard. Para promover el sencillo, la cantante se presentó en Mauricio, e interpretó una versión acústica de «Heaven» para las estaciones de radio rumanas. Comercialmente, la pista tuvo éxito en Europa del Este, alcanzando el top 10 en Bulgaria, Rumania y Polonia.

## Antecedentes y lanzamiento
«Heaven» fue escrito por Andreas Schuller, Leroy Clampitt, Sebastian Barac, Marcel Botezan, Laila Samulesen, Trey Campbell y Theea Eliza Miculescu, mientras que la producción fue manejada por Barac y Botezan. El sencillo fue lanzado el 10 de junio de 2016, tres días después del estreno de su videoclip. El estreno de una segunda versión de la canción, con un artista «conocido», fue anunciado, pero nunca fue lanzada. Varias remezclas fueron puestas a disposición para su consumo como lanzamientos independientes o en un EP de remezclas. La pista se incluyó en el tercer álbum recopilatorio de la cantante, 10 ans de hits! (2018), así como también en la edición completa de su quinto disco Nirvana, estrenada en 2020 a través de SoundCloud. Sobre la canción, Inna dijo que estaba «muy feliz de lanzar "Heaven". Es una de las canciones de las que me he enamorado después de la primera escucha y una de las cuales mis fans esperaron con impaciencia. Es el sonido ideal para el verano y espero que lo disfrutes».

## Composición y recepción
Mientras que El Broide de People Magazine escribió que el sencillo fue cantado en inglés y francés, Valentin Malfroy del sitio web Aficia señaló que el español también está incorporado, y también notó una voz masculina que proporciona voces para el estribillo cantado con un fuerte acento africano. Sin embargo, en una entrevista con la emisora rumana Kiss FM, Inna explicó que el coro está escrito en un lenguaje creado por ella y su sello Global Records, indicando además que, «en Global Records, nos mantenemos tan juntos que no nos entendemos en rumano, pero tampoco en ningún otro idioma. Así que pensamos crear un lenguaje propio. Si los de Game of Thrones pueden hacerlo, ¿por qué no podemos hacerlo también?». People Magazine etiquetó a «Heaven» como una canción «pegadiza» de house tropical que «combina sin esfuerzo» sonidos tropicales con un toque de Oriente Medio, junto con letras «simples y cursis». Jonathan Currinn de Outlet Magazine etiquetó la pista como un «himno exótico», mientras que Urban.ro la llamó una canción dance pop con elementos exóticos. Radio 21 notó que la pista parecía estar influenciada por los ritmos árabes.
Tras su lanzamiento, «Heaven» ha recibido reseñas positivas por parte de los críticos de música. People Magazine elogió la producción de la canción, llamándola «la pista perfecta para tocar en la piscina o en unas vacaciones en la playa» y «algo diferente a cualquier cosa en la radio en este momento». Aunque la revista criticó la pronunciación de Inna de las letras y deseó que el texto fuera más sólido, concluyó: «esta es definitivamente una canción que necesitamos en nuestra lista de reproducción de verano». Outlet Magazine aplaudió a «Heaven» por «traer el calor del verano» y por ser «la canción ideal para sentarse afuera y escucharla todo el día mientras los rayos del sol acarician tu piel». Urban.ro lo previó como un éxito en las radios, y un editor de Pro FM incluyó la pista en su lista de «16 éxitos con los que Inna ha hecho historia». En los RRA Awards del 2017, «Heaven» fue nominado en las categorías: «Canción del Año», «Canción del Año Pop-Dance» y «Gran Me Gusta».

## Desempeño comercial
Tras el estreno de «Heaven» en la radio rumana, la canción debutó en el puesto número 58 en el Airplay 100 el 3 de julio de 2016, y ascendió una posición en la siguiente semana. El 17 de julio de 2016, la pista subió 16 puestos al número 41, alcanzando su máxima posición en el número cuatro el 16 de octubre de 2016. Según las estadísticas de Media Forest, el sencillo fue la tercera canción más reproducida en la radio rumana el 9 de octubre, mientras que su video musical fue el sexto clip más visto en la televisión rumana. «Heaven» también alcanzó el top 10 en la lista Dance Top 50 de Polonia en su cuarta semana, superando por 15 posiciones a su sencillo anterior "Rendez Vous" (2016). Según Tophit, el sencillo alcanzó el número 151 en Rusia y el número 123 en Ucrania.

## Promoción

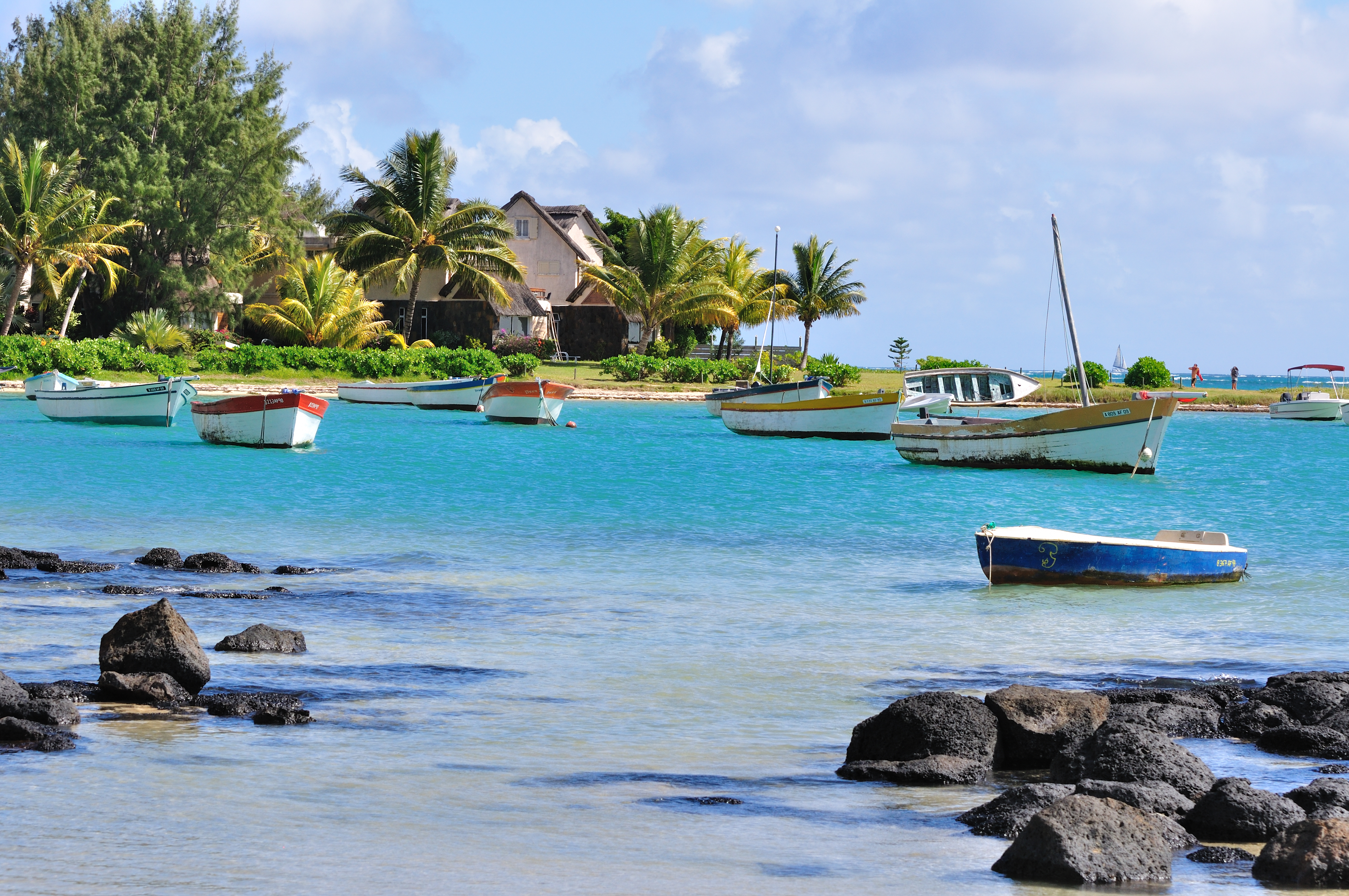
El video musical de «Heaven» fue filmado en Mauricio (en la imagen) por John Perez en abril de 2016.

Para promover el sencillo, Inna se presentó en un concierto en Mauricio. También cantó versiones acústicas de la canción para las estaciones de radio rumanas Kiss FM y Radio 21 el 21 de junio de 2016 y el 22 de junio de 2016, respectivamente.
En una entrevista con la revista rumana Unica, Inna anunció un video musical para «Heaven». El video fue precedido por un teaser el 3 de junio de 2016, y fue subido el 7 de junio de 2016 al canal oficial de Inna en YouTube. Fue filmado por John Pérez en abril de 2016 en Mauricio en el complejo turístico Shangri-La. Khaled Mokhtar se desempeñó como asistente, director de fotografía y editor del videoclip. Andra Moga se encargó del maquillaje, mientras que los trajes fueron proporcionados por RDStyling.
El video comienza con imágenes de una comunidad costera de Mauricio, seguidas por escenas de Inna con su interés amoroso (interpretado por Olivier Phineas Boissard) caminando por la ciudad, interactuando con la gente local, y yendo a una fiesta. Posteriormente, se muestra a Inna desde la perspectiva de su hombre durante un viaje en bote. El videoclip termina con ella flotando en el mar con un vestido amarillo. Escenas intercaladas muestran a la cantante caminando por la costa mientras luce una blusa blanca y negra. También se la ve realizando movimientos con la mano frente a un árbol y se muestran otras imágenes adicionales de la fiesta.

## Personal
Créditos adaptados de Spanish Charts y Top Românesc.
| Créditos técnicos y de composición - Inna – voz principal - Andreas Schuller – compositor - Leroy Clampitt – compositor - Sebastian Barac – compositor, productor - Marcel Botezan – compositor, productor - Laila Samulesen – compositora - Trey Campbell – compositor - Theea Eliza Miculescu – compositora | Créditos visuales - John Perez – director - Khaled Mokhtar – asistente, director de fotografía, editor - Andra Moga – maquillaje - RDStyling – vestimenta |

## Formatos
| Sencillo digital |          |          |  |
| N.º              | Título   | Duración |  |
| 1.               | «Heaven» | 3:28     |  |

| Versiones adicionales |                                                   |          |  |
| N.º                   | Título                                            | Duración |  |
| 1.                    | «Heaven»                                          | 3:28     |  |
| 2.                    | «Heaven (Extended Version)»                       | 4:02     |  |
| 3.                    | «Heaven (Addictive Elements & Mika Violín Remix)» | 3:42     |  |
| 4.                    | «Heaven (Adrian Funk X Olix Remix)»               | 3:30     |  |
| 5.                    | «Heaven (Alfred Beck & Chewy Vega Remix)»         | 4:44     |  |
| 6.                    | «Heaven (Andros Remix)»                           | 3:32     |  |
| 7.                    | «Heaven (Chadash Cort Remix)»                     | 4:25     |  |
| 8.                    | «Heaven (Clanker Jones Remix)»                    | 3:31     |  |
| 9.                    | «Heaven (Criminal Sounds Remix)»                  | 4:21     |  |
| 10.                   | «Heaven (Dario Vega Remix)»                       | 3:34     |  |
| 11.                   | «Heaven (Deepen Groove & Ralph Kayden Remix)»     | 3:50     |  |
| 12.                   | «Heaven (Deepierro Remix)»                        | 4:25     |  |
| 13.                   | «Heaven (Dirty Nano Remix)»                       | 4:30     |  |
| 14.                   | «Heaven (Dj Asher Remix)»                         | 5:13     |  |
| 15.                   | «Heaven (Dream Big Remix Edit)»                   | 3:23     |  |
| 16.                   | «Heaven (Electric Bodega Remix)»                  | 3:12     |  |
| 17.                   | «Heaven (LLP Remix Edit)»                         | 3:39     |  |
| 18.                   | «Heaven (LLP Remix)»                              | 5:20     |  |
| 19.                   | «Heaven (Manuel Riva Remix)»                      | 5:23     |  |
| 20.                   | «Heaven (Midi Culture Remix)»                     | 5:12     |  |
| 21.                   | «Heaven (Paul Damixie Remix)»                     | 5:31     |  |
| 22.                   | «Heaven (Redshuz Remix)»                          | 3:14     |  |
| 23.                   | «Heaven (Sllash Remix)»                           | 5:19     |  |
| 24.                   | «Heaven (Smax Remix)»                             | 3:09     |  |
| 25.                   | «Heaven (Thrace Remix)»                           | 3:17     |  |
| 26.                   | «Heaven (Tiben Remix)»                            | 5:25     |  |
| 27.                   | «Heaven (Tom Ferry Remix)»                        | 4:44     |  |

## Posicionamiento en listas
| Polonia | Dance Top 50        | 6   |
| Rumania | Airplay 100         | 4   |
| Rumania | Romania Radio Songs | 3   |
| Rumania | Romania TV Airplay  | 6   |
| Rusia   | Tophit              | 151 |
| Turquía | Number One          | 39  |
| Ucrania | Tophit              | 123 |

## Historial de lanzamiento
| Región         | Fecha               | Formato(s)       | Discográfica |
| -------------- | ------------------- | ---------------- | ------------ |
| Dinamarca      | 10 de junio de 2016 | Descarga digital | Roton        |
| Alemania       | 10 de junio de 2016 | Descarga digital | Roton        |
| Países Bajos   | 10 de junio de 2016 | Descarga digital | Roton        |
| Rumania        | 10 de junio de 2016 | Descarga digital | Roton        |
| Suecia         | 10 de junio de 2016 | Descarga digital | Roton        |
| Estados Unidos | 10 de junio de 2016 | Descarga digital | Roton        |